# كرايغ أ. أندرسون
كرايغ أ. أندرسون (بالإنجليزية: Craig A. Anderson)‏ هو أستاذ جامعي وعالم نفس أمريكي، ولد في 1952.